# Río (Reigada)
Río es una aldea española situada en la parroquia de Reigada, del municipio de Monforte de Lemos, en la provincia de Lugo, Galicia.

## Localización
Se encuentra a una altitud de 325 metros sobre el nivel del mar, en el camino que une Fontes con Reigada.

## Demografía
| Gráfica de evolución demográfica de Río entre 2000 y 2020 |
|                                                           |
| Datos según el nomenclátor publicado por el INE.          |